# Polygrapha tyrianthina
Espèce
Polygrapha tyrianthina est une espèce d'insectes lépidoptères (papillons) de la famille des Nymphalidae et de la sous-famille des Charaxinae et du genre Polygrapha.

## Dénomination
Polygrapha tyrianthina a été décrit par  Salvin et Godman en 1868 sous le nom initial de Paphia tyrianthina.
Synonyme : Anaea tyrianthina.

## Description
Polygrapha tyrianthina est un papillon aux ailes antérieures à bord costal bossu, apex pointu et bord externe concave.
Le dessus est des ailes antérieures est de couleur violet avec bord externe marron et les ailes postérieures sont marron.
Le revers est beige à marron clair et simule une feuille morte.

## Écologie et distribution
Polygrapha tyrianthina est présent en Équateur, en Bolivie et au Pérou.

### Protection
Pas de statut de protection particulier.